# Velká kniha o koních
Velká kniha o koních je název knihy encyklopedického charakteru, jejíž originál v angličtině se jmenuje The Untimate Horse Book a byl vydán v Londýně roku 1991. V českém překladu jej vydalo slovenské nakladatelství Gemini roku 1992. Kniha obsahuje základní údaje o osmdesáti plemenech koní ve světě, o soutěžích, popisuje vybavení jezdců. Je opatřena mnoha fotografiemi a popisnými kresbami. 

## Data o knize
Autorem knihy je redaktor a spisovatel Elwyn Hartley Edwards (1927–2007). Publikaci vydalo roku 1991 nakladatelství Dorling Kindersley Limited, London pod názvem The Untimate Horse Book. Na Slovensku získalo o rok později vydavatelské právo nakladatelství Gemini, spol.s.r.o. Knihu přeložila a aktualizovala dodatkem pro české čtenáře Helena Kholová. Lektorem vydání byl MVDr Pavel Sedláček, graficky knihu upravil Ivan Kincl. Objemná (1950 gr.), velká (234 x 286 mm), vázaná kniha má 240 stran. Na její titulní straně je velký název a fotografie 8 koní. Kniha se dočkala vydání do slovenštiny i druhého vydání v češtině Knižním klubem roku 2008 s jiným vyobrazením přebalu.

## Obsah knihy
Kniha je rozdělena do čtyř hlavních oddílů: To hlavní o koních, Plemena koní, Ty a tvůj kůň a Kůň a člověk. Vzadu jsou obsáhlé vysvětlivky pojmů, rejstřík, dodatek pro české čtenáře se soupisem plemen chovaných v ČSFR. Každý z oddílů je rozveden do samostatných kapitol, hesel doprovázených fotografiemi, případně popisnými náčrty. Je zde popsáno 80 různých plemen koní z celého světa, hlavní jezdecké soutěže včetně historie. 